# قليمية
القُلَيْمِيَّة (الاسم العلمي: Stillingia)، جنس نباتات من فصيلة اليتوعية. تم وصفه لأول مرة في العلوم الحديثة على أنه جنس عام 1767. موطنها في أمريكا اللاتينية ، وجنوب الولايات المتحدة، وفي جزر متنوعة في المحيط الهادئ والمحيط الهندي.واسمها الشائع ورقة السن.